# Vicariato apostólico de La Guajira
El vicariato apostólico de La Guajira (en latín: Vicariatus Apostolicus Goajirensis) fue una circunscripción eclesiástica de la Iglesia católica en Colombia. Se trataba de un vicariato apostólico latino, inmediatamente sujeto a la Santa Sede. Fue suprimido el 4 de diciembre de 1952.

## Territorio y organización
El vicariato apostólico extendía su jurisdicción sobre los fieles católicos de rito latino residentes en el departamento de La Guajira.
En 1950 en el vicariato apostólico existían 12 parroquias.

## Historia
El vicariato apostólico de La Guajira fue erigido el 17 de enero de 1905 mediante el decreto Cum perplures de la Congregación para Asuntos Eclesiásticos Extraordinarios, tomando su territorio de la diócesis de Santa Marta. El vicariato comprendía la península de la Guajira.
La misión en este territorio del norte de Colombia fue confiada a los capuchinos de la provincia española de Valencia.
El 4 de diciembre de 1952, mediante la bula Gravi illa beati del papa Pío XII, el vicariato apostólico fue dividido en dos nuevos vicariatos apostólicos distintos, el de Valledupar y el de Riohacha, ambos hoy diócesis; y al mismo tiempo fue suprimido. El último vicario apostólico, Vicente Roig y Villalba, fue nombrado vicario apostólico de Valledupar.

## Estadísticas
Según el Anuario Pontificio 1951 el vicariato apostólico tenía a fines de 1950 un total de 114 782 fieles bautizados.
| Año                                                                             | Población            | Población | Población      | Sacerdotes | Sacerdotes    | Sacerdotes    | Bautizados por sacerdote | Diáconos permanentes | Religiosos | Religiosos | Parroquias |
| Año                                                                             | Bautizados católicos | Total     | % de católicos | Total      | Clero secular | Clero regular | Bautizados por sacerdote | Diáconos permanentes | Varones    | Mujeres    | Parroquias |
| ------------------------------------------------------------------------------- | -------------------- | --------- | -------------- | ---------- | ------------- | ------------- | ------------------------ | -------------------- | ---------- | ---------- | ---------- |
| 1950                                                                            | 114 782              | 129 468   | 88.7           | 19         | 4             | 15            | 6041                     |                      | 18         | 84         | 12         |
| Fuente: Catholic-Hierarchy, que a su vez toma los datos del Anuario Pontificio. |                      |           |                |            |               |               |                          |                      |            |            |            |

## Episcopologio
- Atanasio María Vicente Soler y Royo, O.F.M.Cap. † (22 de diciembre de 1906-21 de noviembre de 1930 falleció)
- Joaquín Alcaide y Bueso, O.F.M.Cap. † (21 de diciembre de 1931-21 de febrero de 1943 falleció)
- Vicente Roig y Villalba, O.F.M.Cap. † (15 de diciembre de 1944-4 de diciembre de 1952 nombrado vicario apostólico de Valledupar)